# Cornelius Gerhard Kreiter
Cornelius Gerhard Kreiter (* 1937 in Vișeu de Sus, Rumänien) ist ein deutscher Chemiker.
Kreiter studierte ab 1958 an der Universität München Chemie. Er erhielt 1961 das Diplom und wurde 1964 mit einer Arbeit zur NMR-Spektroskopie von Organometallverbindungen bei Ernst Otto Fischer mit dem Thema „PMR-spektroskopische Untersuchungen an Metall-Kohlenstoff-Bindungen“ promoviert. Kreiter war von 1964 bis 1965 als Postdoc bei Herbert D. Kaesz (1933–2012) University of California, Los Angeles in den USA. 1971 habilitierte er sich mit H. P. Fritz (1930–2007) als Mentor an der TU München und war danach dort Privatdozent. 1976 wurde er als ordentlicher Professor an den zweiten neu geschaffenen Lehrstuhl für Anorganische Chemie an der Universität Kaiserslautern berufen. Kreiter wurde zum WS 2002/2003 emeritiert. Er engagierte sich danach aktiv in der Entwicklung und Förderung der chemischen Hochschulausbildung im rheinlandpfälzischen Partnerland Ruanda.
Kreiter war Gastprofessor an der Universität Montpellier (1985), der New York University (1991), der Middle East Technical University in Ankara (1993) und der Universität Catania (1999).
Kreiter befasste sich hauptsächlich mit der Reaktivität und Struktur von Carbonylkomplexen der Metalle Cr, Mo, W, Mn, Re, Fe. In seinen Arbeiten nutzte er vorwiegend NMR-spektroskopische Methoden um die Bindungsverhältnisse und die dynamische Stereochemie der untersuchten Verbindungen aufzuklären. Kreiter entdeckte eine Reihe metallgesteuerter formaler Cycloadditionen wie z. B. [6+4], [5+4],, [5+2] [5+2]homo[5+2], die sich zum Aufbau von mittelgroßen Ringsystemen und Carbocyclen eignen.
Sein Schüler Saim Özkar wurde Professor für Anorganische Chemie an der Middle East Technical University in Ankara.